# Carina Wiese
Carina Nicolette Wiese (Dresda, 26 febbraio 1968) è un'attrice tedesca.

## Carriera
Dopo aver studiato recitazione presso la scuola d'arte drammatica Hans Otto di Lipsia, Carina Wiese debutta come attrice nel 1995 con un ruolo nel telefilm A.S. - Indagine a Berlino, a cui seguono numerose altre partecipazioni in produzioni come Il Clown ed altri. Il suo ruolo più importante è senz'altro quello di Andrea Schäfer nel telefilm tedesco Squadra Speciale Cobra 11 dal 1996.
Carina Wiese possiede una fattoria nell'Uckermark.

## Filmografia parziale

### Cinema
- Storia di una ladra di libri (The Book Thief), regia di Brian Percival (2013)

### Televisione
- Squadra Speciale Cobra 11 - Sezione 2 (Alarm für Cobra 11 - Einsatz für Team 2) – serie TV, 10 episodi (2003–2005)
- Deutschland 83 – miniserie TV, 8 episodi (2015)
- Squadra Speciale Cobra 11 (Alarm für Cobra 11 – Die Autobahnpolizei) – serie TV, 200 episodi (1997-2019)
- Dark – serie TV, 7 episodi (2019-2020)
- Squadra fluviale Elbe – serie TV

## Doppiatrici italiane
- Paola Majano in Squadra Speciale Cobra 11, Squadra fluviale Elbe
- Laura Latini in Squadra Speciale Cobra 11 - Sezione 2
- Giuppy Izzo in Storia di una ladra di libri